# Bataille d'Alcántara
Pour les articles homonymes, voir Alcantara.
Guerre de Succession du Portugal
La bataille d'Alcántara a lieu le 25 août 1580, près du ruisseau d'Alcântara, dans les environs de Lisbonne, au Portugal, et est une victoire du roi de la Maison de Habsbourg, Philippe II d'Espagne, sur l'autre prétendant au trône portugais, Antoine, prieur de Crato.

## Le contexte
Le roi du Portugal Sébastien Ier, disparaît le 4 août 1578, au cours de la « bataille des Trois Rois » (Alcácer-Quibir, Maroc), à l'âge de 24 ans, sans héritier . Cette lourde défaite cause la mort ou l'emprisonnement de milliers de soldats ainsi que de certains nobles portugais. Son grand-oncle, le cardinal Henri, lui succède sous le nom de Henri Ier. Il meurt en janvier 1580, lui aussi sans héritier, plongeant ainsi le royaume dans une crise de succession.
Le roi Philippe II d'Espagne est l'un des potentiels héritiers à revendiquer le trône. Cependant, un opposant portugais, Antoine de Portugal (prieur de Crato), fils illégitime de l'Infant Louis, duc de Beja (1506-1555), et petit-fils du roi Manuel Ier de Portugal, se manifeste face à lui.
Le roi d'Espagne décide alors d'envahir le pays, en juin 1580, avec une armée d'environ 40 000 hommes  (dont près de la moitié sont des mercenaires allemands et italiens) ,, sous le commandement du duc d'Albe, Ferdinand Alvare de Tolède.
Son rival, Antoine, manque du soutien de la noblesse et du haut clergé portugais, qui préfèrent plutôt se ranger derrière Philippe II ,. Il est donc contraint de recruter une armée irrégulière composée principalement de paysans et de citadins locaux ,, ainsi que de 3 000 esclaves africains qui se battent pour lui en échange de leur liberté ,.

## Déroulement de la bataille
Le duc d'Albe débarque en juillet 1580 ses forces à Cascais, à l'ouest de Lisbonne. À la mi-août, le duc n'est plus qu'à 10 kilomètres de la ville. À l'ouest du petit ruisseau Alcântara, les Espagnols rencontrent une force portugaise sur le côté est de celui-ci. Leur commandement décide d'attaquer les Portugais en plaçant l'artillerie sur une colline qui surplombe le camp de leurs ennemis.
À l'aube, le duc envoie son fils à l'assaut des troupes portugaises, en effectuant le raid depuis la partie où est stationnée l'artillerie. Antoine, prieur de Crato, aidé de son artillerie, engage le combat avec ses cavaliers et d'autres soldats équipés d'armes à feu. Cependant, les Portugais sont harcelés par l'artillerie ainsi que par les armes à feu espagnoles et beaucoup sont mis en déroute. Les cavaliers portugais commencent à fuir, les fantassins également et Antoine de Portugal finit à son tour par se retirer du champ de bataille.

## Conséquences

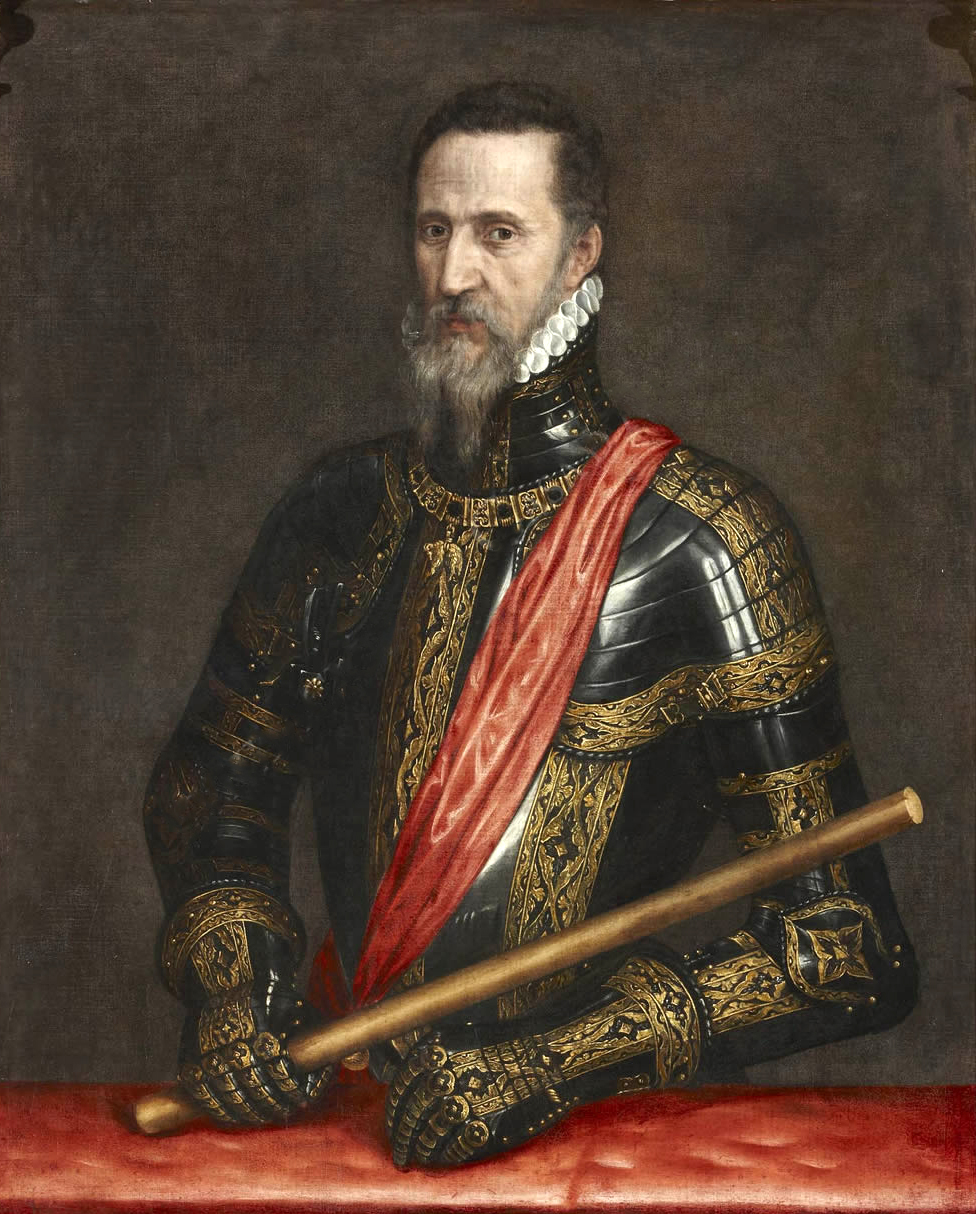
Ferdinand Alvare de Tolède, duc d'Albe, peint par Antonio Moro.

Les restes de l'armée d'Antoine s'enfuient vers Porto avec l'intention de rassembler des troupes, mais les Portugais sont à nouveau défaits à Porto par les forces espagnoles sous le commandement de Don Sancho d'Avila . Fin 1580, la majeure partie du territoire portugais est aux mains des Espagnols. D'autres batailles pour la guerre de succession portugaise ont lieu aux Açores jusqu'en 1583.
L'Espagne et le Portugal finissent unis dans une union personnelle des royaumes (restant formellement indépendants et dotés d'administrations autonomes), jusqu'en 1640. Cette période est appelée l'Union ibérique.